# Плетньова Ганна Юріївна
Ганна Юріївна Плетньова (нар. 21 серпня 1977, Москва) — російська співачка. Колишня солістка російського поп-гурту «Ліцей» (1997—2005) та солістка гурту «Вінтаж» (2006—2016; з 2018).

## Біографія
У 1995 році закінчила московську школу № 1113 з поглибленим вивченням музики та хореографії. Під час навчання в школі співачка танцювала в дитячому балеті «Останкіно». Музичну освіту Ганна отримала в «ДКА ім. Маймоніда» за спеціальністю естрадно-джазовий спів (клас доцента М. Л. Коробкової), пізніше Ганна стала викладачем «Державної класичної академії імені Маймоніда». До гурту «Ліцей» прийшла в 1996 році після звільнення Олени Перової.
Була беззмінною учасницею колективу впродовж восьми років і поступово прийшла до висновку, що дозріла для сольної кар'єри. Залишивши гурт «Ліцей» Анна Плетньова створила музичний проект «Кава з дощем», в якому виступала як співачка та продюсер. На дебютну композицію «Дев'ять з половиною тижнів», музику до якої написали Олексій Романоф та Юрій Усачов, а слова — Олексій Романоф і Катерина Ракова, відзнято кліп. Через рік проект закрито.
У 2006 році разом з колишнім учасником гурту «Амега» Олексієм Романоф створила «Вінтаж». У 2009 році увійшла до п'ятірки найсексуальніших дівчат країни за версією журналу «MAXIM».
У грудні 2011 року журнал «Афіша» включив композицію «Єва» до списку найбільш яскравих і пам'ятних російських поп-хітів за останні 20 років. Ганна Плетньова неодноразово входила до числа «100 найсексуальніших дівчат планети» за версією російського видання журналу «FHM», де посідала 2 (2012, 2014) і 3 місця (2015).
21 серпня 2016 року співачка представила свій перший сольний сингл «Сильна дівчинка», і заявила що на сцену тепер вона і Олексій виходитимуть під ім'ям Ганна Плетньова.
|  | Я не збираюся робити гучних заяв про початок сольної кар'єри. Зовсім ні. Причина в іншому. Протягом 10 років «Вінтаж» залишався найпопулярнішим молодіжним гуртом, який виконує модну танцювальну музику. Формат клубного виступу вимагає репертуару, що складається тільки з хітів номер один. Я не хочу обмежувати себе цими рамками. У наших альбомах завжди було багато чудових ліричних пісень, які залишалися за межами радіоефіру. Ми підійшли до межі, за якою нам вже не потрібна зайва мішура і атрибутика. За стінами нічних клубів і модних ресторанів, де проходить більша частина концертів «Вінтаж», залишається дуже багато глядачів, які не приходять в ці заклади через вік та багато інших причин. Я хочу, щоб у нас була можливість зустрітися концертних залах, побачити кожного з них і виконати ті пісні, які розкажуть про мене більше, ніж всі відомі супер-хіти |

Композиція «Сильна дівчинка» була написана Олексієм Романоф ще рік перед тим як подарунок для Ганни на її минулий день народження. Реакція на нову пісню не тільки перевершила всі очікування, але і багато в чому трек вплинув на нинішні плани співачки. Широта і масштабність нової композиції визначили і сюжет відеокліпу — у п'ятихвилинному відео представлено відразу 8 історій різних жінок — від глибоко філософських до буденно-побутових, але від цього не менш драматичних. Режисером кліпу виступив Сергій Ткаченко. На питання щодо майбутнього «Вінтажу» Ганна Плетньова та Олексій Романоф відповідають, що вже найближчим часом представлять новий склад гурту.
20 листопада відбулися зйомки кліпу на другий сольний сингл Ганни Плетньової «Подруга», записаний за участю актриси Марини Федунків, а 21 листопада композицію представлено громадськості. Ця пісня стала саундтреком до нового комедійного міні-серіалу з однойменною назвою — «Подруга». За сюжетом Ганна і Марина грають самих себе, вони обидві залишаються без роботи і випадково зустрічаються в придорожньому кафе, де заводять дружбу, а опісля отримують пропозицію про роботу.
25 січня 2017 року опубліковано відеоряд на пісню «Подруга».
26 травня відбулася прем'єра нового синглу «На чиїй ти стороні?», автором якого виступив Антон Кох. 27 травня, в Києві відбулися зйомки відеокліпу на цю пісню, режисером став давній знайомий Сергій Ткаченко.
21 серпня, у свій день народження Ганна презентує свій четвертий сольний сингл «Іграшки» і провокаційний кліп на нього, який не пройшов цензуру і був заборонений до показу на телебаченні.
4 грудня співачка випустила п'ятий сингл «Лалаленд» з новорічною тематикою.
Пізніше стало відомо, що після однорічної перерви Ганна і Олексій відновили спільне співробітництво.
14 лютого кліп на пісню «Біла» був представлений громадськості.
1 червня були презентовано новий сингл «Недільний ангел», написаний Олексієм Романоф. Під час запису треку співачка зрозуміла, що дана композиція дуже особиста для неї, адже вона являє собою реальну історію з її життя. Напружені стосунки Анни зі старшою дочкою знайшли відбиття в композиції «Недільний ангел» і лягли в основу сюжету відеокліпу.
|  | Я вирішила, що сама буду режисером кліпу спільно з Сергієм Ткаченком, і ми полетіли знімати до Парижа... Мені здається, що день, який ми провели разом з Варею в Парижі, дав нам більше, ніж всі мої виховні заходи за кілька місяців. У літаку з Москви відлітала одна дівчинка, а повернулася зовсім інша. Нарешті вона почула мене, а я її... |

21 серпня співачка представила відразу дві прем'єри: відеокліп на композицію «Недільний ангел» і дебютний сольний альбом «Сильна дівчинка».

### Особисте життя
Другий чоловік — бізнесмен Кирило Сиров — співвласник фармакологічної компанії «Валента», мати трьох дітей (дві доньки та син):
- Донька Варвара (нар.. 2003) від першого шлюбу.[15]
- Донька Марія (нар.. 2005)
- Син Кирило (нар.. 2009)

## Дискографія

### У складі гуртуЛіцей
- Небо (1999)
- Ты стала другой (2000)
- 44 минуты (2005)

### У складі гуртуВінтаж
| Назва               | Інформація |
| ------------------- | --- |
| Криминальная любовь | - Реліз: 22 листопада 2007 - Лейбл: Sony BMG Music Entertainment, Velvet Music, Moon Records - Формат: CD, цифрова дистрибуція |
| SEX                 | - Реліз: 1 жовтня 2009 - Лейбл: Velvet Music, Moon Records - Формат: CD, цифрова дистрибуція                                   |
| Анечка              | - Реліз: 28 вересня 2011 - Лейбл: Velvet Music, CD Land, Moon Records - Формат: CD, цифрова дистрибуція                        |
| Very Dance          | - Реліз: 6 лютого 2013 - Лейбл: Velvet Music - Формат: CD, цифрова дистрибуція                                                 |
| Decamerone          | - Реліз: 22 липня 2014 - Лейбл: Velvet Music, CD Land - Формат: CD, цифрова дистрибуція                                        |

### Сольний проектГанна Плетньова
| Назва           | Інформація                                                                      |
| --------------- | ------------------------------------------------------------------------------- |
| Сильная девочка | - Реліз: 21 серпня 2018 - Лейбл: Velvet Music - Формат: CD, цифрова дистрибуція |

## Сингли і чарти
| Рік                                               | Назва                                            | Країна / територія (Чарт)      | Країна / територія (Чарт)         | Країна / територія (Чарт)          | Країна / територія (Чарт)                  | Країна / територія (Чарт)          | Країна / територія (Чарт)     | Країна / територія (Чарт)                      | Країна / територія (Чарт)             | Країна / територія (Чарт)                  | Альбом               | Збірник                         |
| Рік                                               | Назва                                            | СНД (Tophit Загальний Топ-100) | Росія (Tophit Російський Топ-100) | Росія (Tophit Московський Топ-100) | Росія (Tophit Санкт-Петербурзький Топ-100) | Україна (Tophit Київський Топ-100) | СНД (Tophit Річний загальний) | Росія (2М. Топ 10. Цифрові треки)/Росія Itunes | Росія (Красная звезда. Чарт продажів) | Росія та СНД (Tophit Тижневий за заявками) | Альбом               | Збірник                         |
| ------------------------------------------------- | ------------------------------------------------ | ------------------------------ | --------------------------------- | ---------------------------------- | ------------------------------------------ | ---------------------------------- | ----------------------------- | ---------------------------------------------- | ------------------------------------- | ------------------------------------------ | -------------------- | ------------------------------- |
| 2006                                              | «Mama Mia»                                       | 225                            | —                                 | 77                                 | —                                          | —                                  | 184                           | —                                              | —                                     | 226                                        | «Кримінальна любовь» | —                               |
| 2007                                              | «Целься»                                         | 18                             | —                                 | 37                                 | —                                          | —                                  | 149                           | —                                              | —                                     | 24                                         | «Кримінальна любовь» | —                               |
| 2007                                              | «Всего хорошего»                                 | 14                             | —                                 | 27                                 | —                                          | —                                  | 108                           | —                                              | —                                     | 23                                         | «Кримінальна любовь» | —                               |
| 2008                                              | «Плохая девочка» (feat. Оленою Коріковою)        | 1                              | —                                 | 6                                  | 9                                          | 2                                  | 13                            | —                                              | —                                     | 1                                          | SEX                  | LIVE 1.0                        |
| 2008                                              | «Одиночество любви»                              | 1                              | —                                 | 4                                  | 9                                          | 11                                 | 54(2008)74(2009)              | —                                              | —                                     | 1                                          | SEX                  | LIVE 1.0                        |
| 2009                                              | «Ева»                                            | 1                              | —                                 | 1                                  | 1                                          | 11                                 | 2                             | —                                              | —                                     | 1                                          | SEX                  | Light, LIVE 1.0                 |
| 2009                                              | «Девочки-лунатики»                               | 14                             | —                                 | 32                                 | 17                                         | —                                  | 132                           | —                                              | —                                     | 3                                          | SEX                  | «Микки. Альтернатива», LIVE 1.0 |
| 2009                                              | «Victoria»                                       | 1                              | —                                 | 4                                  | 6                                          | 3                                  | 38                            | —                                              | —                                     | 6                                          | SEX                  | —                               |
| 2010                                              | «Микки»                                          | 25                             | —                                 | 35                                 | 36                                         | —                                  | 192                           | —                                              | 49                                    | 28                                         | «Анечка»             | «Микки. Альтернатива»           |
| 2010                                              | «Роман»                                          | 3                              | 9                                 | 6                                  | 11                                         | 8                                  | 60                            | 8                                              | 18                                    | 2                                          | «Анечка»             | LIVE 1.0                        |
| 2011                                              | «Мама-Америка»                                   | 16                             | 14                                | 19                                 | 27                                         | 22                                 | 49                            | —                                              | 19                                    | 5                                          | «Анечка»             | «Микки. Альтернатива», LIVE 1.0 |
| 2011                                              | «Деревья»                                        | 13                             | 13                                | 19                                 | 18                                         | 38                                 | 149                           | 9                                              | 13                                    | 4                                          | «Анечка»             | Light, LIVE 1.0                 |
| 2012                                              | «Москва» (feat. DJ Smash)                        | 1                              | 1                                 | 2                                  | 1                                          | —                                  | 8                             | —                                              | 35                                    | 17                                         | Very Dance           | LIVE 1.0                        |
| 2012                                              | «Нанана» (feat. Bobina)                          | 114                            | —                                 | —                                  | —                                          | —                                  | —                             | —                                              | 78                                    | —                                          | Very Dance           | —                               |
| 2012                                              | «Свежая вода» (feat. ChinKong)                   | 3                              | 5                                 | 7                                  | 6                                          | 92                                 | 196(2012)94(2013)             | 20                                             | —                                     | 31                                         | Very Dance           | Light, LIVE 1.0                 |
| 2013                                              | «Voyage» (feat. Sasha Dith)                      | 169                            | —                                 | —                                  | —                                          | —                                  | —                             | —                                              | —                                     | —                                          | —                    | —                               |
| 2013                                              | «Знак Водолея»                                   | 1                              | 2                                 | 5                                  | 2                                          | 1                                  | 9                             | 3                                              | 1                                     | 1                                          | Decamerone           | LIVE 1.0                        |
| 2013                                              | «Три желания» (feat. DJ Smash)                   | 33                             | 29                                | 43                                 | 40                                         | —                                  | 130                           | —                                              | —                                     | 5                                          | Decamerone           | —                               |
| 2014                                              | «Когда рядом ты»                                 | 1                              | 1                                 | 1                                  | 3                                          | 19                                 | 6                             | —                                              | —                                     | 1                                          | Decamerone           | LIVE 1.0                        |
| 2015                                              | «Дыши»                                           | 2                              | 3                                 | 13                                 | 6                                          | —                                  | 34                            | —                                              | —                                     | 1                                          | «Сильная девочка»    | LIVE 1.0                        |
| 2015                                              | «Я верю в любовь» (feat. DJ M.E.G. & N.E.R.A.K.) | 8                              | 9                                 | 19                                 | 13                                         | —                                  | 86                            | —                                              | —                                     | 4                                          | «Сильная девочка»    | LIVE 1.0                        |
| 2016                                              | «Немного рекламы» (feat. Clan Soprano)           | 8                              | 8                                 | 16                                 | 17                                         | —                                  | —                             | —                                              | —                                     | 1                                          | «Сильная девочка»    | —                               |
| 2016                                              | «Кто хочет стать королевой»                      | 42                             | 42                                | 64                                 | —                                          | —                                  | —                             | —                                              | —                                     | 23                                         | —                    | —                               |
| «—» означає, що сингл не потрапив до чарту країни |                                                  |                                |                                   |                                    |                                            |                                    |                               |                                                |                                       |                                            |                      |                                 |

Примітка: З 1 січня 2011 року Загальний чарт TopHit був розділений на «Російський Топ-100» і «Український Топ-100». До 2011 року, пісні не потрапляли в «Російський Топ-100», оскільки він ще не був сформований. Найвища позиція для пісні «Роман» показана тільки за 2011 рік.
Примітка2: Багато пісень групи виходили у кінці року і тому не отримували високих позицій у річному чарті. Наприклад, якщо б всі ротації пісні «Роман» припали на 2010 рік, то пісня ніби потрапила у десятку річного чарту.
Примітка3: Чарт компанії 2М складається раз на два тижні на основі продажів повних версій пісень в інтернет-магазинах, через мобільні сервіси, а також на основі стримінг (безкоштовного прослуховування композицій на території Росії.
Примітка4: «Чарт продажів» порталу «Червона зірка» складається щомісячно лише по російськомовних пісень. Заснований на інформації, отриманої від російського видання журналу Billboard і включає як цифрові продажу, так і продажу треків у складі альбомів.

### Промосингли
| Рік  | Назва                        | Позиції в чартах               | Альбом     |
| Рік  | Назва                        | СНД (Tophit Загальний Топ-100) | Альбом     |
| ---- | ---------------------------- | ------------------------------ | ---------- |
| 2006 | «10 поцелуев»                | 66                             | —          |
| 2012 | «Танцуй в последний раз»     | —                              | Very Dance |
| 2013 | «Play»                       | —                              | Very Dance |
| 2016 | «Город, где сбываются мечты» | —                              | —          |

### Інші пісні в чартах
| Рік  | Назва                                   | Країна/територія (Чарт)                | Країна/територія (Чарт)                | Альбом     | Збірник               |
| Рік  | Назва                                   | Росія («Червона зірка». Чарт продажів) | Росія («Червона зірка». Зведений чарт) | Альбом     | Збірник               |
| ---- | --------------------------------------- | -------------------------------------- | -------------------------------------- | ---------- | --------------------- |
| 2011 | «Стерео»                                | 13                                     | 100                                    | «Ганнуся»  | «Міккі. Альтернатива» |
| 2011 | «Ave Maria»                             | 48                                     | —                                      | «Ганнуся»  | «Міккі. Альтернатива» |
| 2011 | «Амстердам» (з Володимиром Пресняковим) | 47                                     | —                                      | «Ганнуся»  | «Міккі. Альтернатива» |
| 2011 | «Запретный мир»                         | 46                                     | —                                      | «Ганнуся»  | Light                 |
| 2011 | «XXI век»                               | 50                                     | —                                      | «Ганнуся»  | Light                 |
| 2014 | «Инфанта»                               | —                                      | 91                                     | Decamerone | —                     |

Примітка: З 1 січня 2011 року Загальний чарт TopHit був розділений на «Російський Топ-100» і «Український Топ-100». До 2011 року, пісні не потрапляли в «Російський Топ-100», оскільки він ще не був сформований. Найвища позиція для пісні «Роман» показана тільки за 2011 рік.
Примітка2: Багато пісень групи виходили у кінці року і тому не отримували високих позицій у річному чарті. Наприклад, якщо б всі ротації пісні «Роман» припали на 2010 рік, то пісня ніби потрапила у десятку річного чарту.
Примітка3: Чарт компанії 2М складається раз на два тижні на основі продажів повних версій пісень в інтернет-магазинах, через мобільні сервіси, а також на основі стримінг (безкоштовного прослуховування композицій на території Росії.
Примітка4: «Чарт продажів» порталу «Червона зірка» складається щомісячно лише по російськомовних пісень. Заснований на інформації, отриманої від російського видання журналу Billboard і включає як цифрові продажу, так і продажу треків у складі альбомів.

### Сольний проект «Ганна Плетньова / Ганна Плетньова „Вінтаж“»
| Рік  | Назва                             | Чарти                                  | Чарти                              | Чарти                             | Чарти                                | Чарти                              | Чарти                            | Чарти                                 | Альбом            |
| Рік  | Назва                             | Росія і СНД (TopHit Загальний Топ-100) | Росія (TopHit Московський Топ-100) | Росія (TopHit Російський Топ-100) | Україна (TopHit Український Топ-100) | Україна (TopHit Київський Топ-100) | Радіочарт за заявками TopHit 100 | Росія і СНД (TopHit Загальний річний) | Альбом            |
| ---- | --------------------------------- | -------------------------------------- | ---------------------------------- | --------------------------------- | ------------------------------------ | ---------------------------------- | -------------------------------- | ------------------------------------- | ----------------- |
| 2016 | «Сильная девочка»                 | 9                                      | 7                                  | 20                                | 12                                   | 29                                 | 14                               | —                                     | «Сильная девочка» |
| 2017 | «Подруга» (feat. Марина Федунків) | 156                                    | —                                  | —                                 | —                                    | 1043                               | 24                               | —                                     | без альбому       |
| 2017 | «На чьей ты стороне?»             | 36                                     | 61                                 | —                                 | 484                                  | 788                                | 20                               | —                                     | «Сильная девочка» |
| 2017 | «Игрушки»                         | —                                      | —                                  | —                                 | —                                    | —                                  | —                                | —                                     | без альбому       |
| 2017 | «Лалалэнд»                        | 152                                    | —                                  | —                                 | —                                    | —                                  | —                                | —                                     | без альбому       |
| 2018 | «Белая»                           | 17                                     | 25                                 | 8                                 | —                                    | —                                  | —                                | —                                     | «Сильная девочка» |
| 2018 | «Воскресный ангел»                | 57                                     | —                                  | —                                 | —                                    | —                                  | —                                | —                                     | «Сильная девочка» |
| 2018 | «Огромное сердце»                 | —                                      | —                                  | —                                 | —                                    | —                                  | —                                | —                                     | без альбому       |

## Відеокліпи
| Рік                           | Кліп                                          | Режисер                | Альбом                 |
| У складі гурту «Ліцей»        | У складі гурту «Ліцей»                        | У складі гурту «Ліцей» | У складі гурту «Ліцей» |
| ----------------------------- | --------------------------------------------- | ---------------------- | ---------------------- |
| 1997                          | «Расставание»                                 | невідомо               | «Паровозик-облачко»    |
| 1999                          | «Небо»                                        | невідомо               | «Небо»                 |
| 1999                          | «Рыжий пес»                                   | невідомо               | «Небо»                 |
| 2000                          | «Ты стала другой»                             | невідомо               | «Ты стала другой»      |
| 2001                          | «Планета пять»                                | Олексій Дубровін       | «Ты стала другой»      |
| 2001                          | «Лей, дождь»                                  | Олексій Дубровін       | «Ты стала другой»      |
| 2001                          | «Улетаешь в небо»                             | неизвестно             | «44 минуты»            |
| 2002                          | «Ты станешь взрослой»                         | невідомо               | «44 минуты»            |
| 2004                          | «Двери открой»                                | невідомо               | «44 минуты»            |
| У складі гурту «Кава з дощем» |                                               |                        |                        |
| 2005                          | «9 ½ недель»                                  | невідомо               | без альбому            |
| У складі гурту «Вінтаж»       |                                               |                        |                        |
| 2006                          | «Мама Міа»                                    | Євгеній Куріцин        | «Криминальная любовь»  |
| 2007                          | «Целься»                                      | Володимир Янковський   | «Криминальная любовь»  |
| 2007                          | «Всего хорошего»                              | Гоша Таїдзе            | «Криминальная любовь»  |
| 2008                          | «Плохая девочка» (feat. Олена Корікова)       | Влад Опельянц          | SEX                    |
| 2008                          | «Одиночество любви»                           | Стас Грінев            | SEX                    |
| 2009                          | «Ева»                                         | Влад Опельянц          | SEX                    |
| 2009                          | «Девочки-лунатики»                            | Олексій Дубровін       | SEX                    |
| 2009                          | «Виктория»                                    | Ганна Плетньова        | SEX                    |
| 2010                          | «Микки» / «Mikki»                             | Алан Бадоєв            | «Анечка»               |
| 2010                          | «Роман»                                       | Владілен Разгулін      | «Анечка»               |
| 2011                          | «Мама-Америка»                                | Сергій Ткаченко        | «Анечка»               |
| 2011                          | «Мальчик»                                     | Ганна Плетньова        | SEX                    |
| 2011                          | «Деревья»                                     | Сергій Ткаченко        | «Анечка»               |
| 2012                          | «Москва» (feat. DJ Smash)                     | Марат Адельшін         | Very Dance             |
| 2012                          | «Нанана» (feat. Bobina)                       | Сергій Ткаченко        | Very Dance             |
| 2012                          | «Танцуй в последний раз» (feat. Roma Kenga)   | Сергій Ткаченко        | Very Dance             |
| 2012                          | «Свежая вода» (feat. ChinKong)                | Сергій Ткаченко        | Very Dance             |
| 2013                          | «Play» (feat. Kirill Clash)                   | Михайло Романовський   | Very Dance             |
| 2013                          | «Знак Водолея»                                | Сергій Ткаченко        | Decamerone             |
| 2013                          | «Три желания» (feat. DJ Smash)                | Сергій Ткаченко        | Decamerone             |
| 2014                          | «Когда рядом ты»                              | Сергій Ткаченко        | Decamerone             |
| 2015                          | «Дыши»                                        | Сергій Ткаченко        | «Сильная девочка»      |
| 2015                          | «Я верю в любовь» (feat. M.E.G. & N.E.R.A.K)  | Даніла Зотов           | «Сильная девочка»      |
| 2015                          | «Город, где сбываются мечты» (feat. DJ Smash) | Вадим Ватагин          | без альбому            |
| 2016                          | «Сны»                                         | Андрій Тельмінов       | без альбому            |
| 2016                          | «Немного рекламы» (feat. Clan Soprano)        | Костянтин Богомолов    | «Сильная девочка»      |
| Сольна кар'єра                |                                               |                        |                        |
| 2016                          | «Сильная девочка»                             | Сергій Ткаченко        | «Сильная девочка»      |
| 2017                          | «Подруга» (feat. Марина Федунків)             | Сергій Ткаченко        | без альбому            |
| 2017                          | «На чьей ты стороне?»                         | Сергій Ткаченко        | «Сильная девочка»      |
| 2017                          | «Игрушки»                                     | Сергій Ткаченко        | без альбому            |
| 2017                          | «Лалалэнд»                                    | Serghey Grey           | без альбому            |
| 2018                          | «Белая»                                       | Сергій Ткаченко        | «Сильная девочка»      |
| 2018                          | «Воскресный ангел»                            | Сергій Ткаченко        | «Сильная девочка»      |
| Участь в інших виконавців     |                                               |                        |                        |
| 2012                          | «Отпусти меня» (кліп DDN)                     | Сергій Ткаченко        | без альбому            |